# Попадич, Тони
Тони Попадич (хорв. Toni Popadić; род. 1994, Дубровник) — хорватский ватерполист, вратарь, игрок клуба «Юг Дубровник» сборной Хорватии. Серебряный призёр летних Олимпийских игр 2024 года, чемпион Европы 2022 года.

## Карьера
Тони Попадич играет за хорватский ватерпольный клуб «Юг Дубровник».
С 2022 года Тони привлекается в национальную сборную Хорватии.
В 2022 году хорваты на чемпионате Европы в Сплите выиграли у Италии 11-10 в полуфинале и обыграли Венгрию 10-9 в финале, став чемпионами Европы, в составе сборной играл Тони Попадич.
В январе 2024 года на чемпионате Европы, уступив испанцам со счетом 10:11 в финале, Попадич и хорватская сборная завоевали серебряные медали. Месяц спустя на чемпионате мира в Дохе Тони не был в составе сборной, был травмирован.
На Олимпийских играх 2024 года в Париже хорваты заняли четвертое место в предварительном раунде. В четвертьфинале обыграли испанцев, а в полуфинале — венгров. В финале встретились с Сербией и уступили 11-13. Тони Попадич стал серебряным призёром Олимпийских игр.